# Domani 21/04.2009
Domani 21/04.2009 è un singolo di beneficenza del supergruppo italiano Artisti Uniti per l'Abruzzo, pubblicato il 6 maggio 2009.

## Descrizione
Si tratta di una speciale cover del brano Domani, in origine composto e inciso da Mauro Pagani nel 2003 e contenuto nell'omonimo album dello stesso anno. Il brano venne inciso e pubblicato come singolo da cinquantasei fra i più popolari cantanti e musicisti di musica leggera e rap italiani del periodo (tra i quali vi fu lo stesso Pagani), che diedero vita per l'occasione ad un supergruppo denominato Artisti Uniti per l'Abruzzo, in ricordo del terremoto dell'Aquila del 2009.
L'intento era devolvere interamente i proventi della vendita del disco alla campagna Salviamo l'arte in Abruzzo, un progetto di solidarietà da parte degli artisti e della discografia italiana verso le popolazioni colpite dal terremoto in Abruzzo, nato per aiutare a riavere presto agibili i luoghi della cultura. I promotori principali del progetto furono lo stesso Mauro Pagani, Luciano Ligabue e Zucchero Fornaciari, da un'idea di Jovanotti e Giuliano Sangiorgi dei Negramaro. Tutti gli artisti coinvolti si esibirono a titolo gratuito.
Il brano è stato trasmesso in radio a partire dalle ore 3:32 del 6 maggio 2009, ad un mese esatto dal terremoto; venne commercializzato dall'8 maggio negli store digitali, al prezzo di 0,60-0,75 euro, e dal 15 maggio nei negozi in formato CD, al prezzo di 5 euro.
La canzone, modificata leggermente nel testo per adattarla alla circostanza, venne realizzata con lo scopo di raccogliere fondi per la ricostruzione, il consolidamento e il restauro del conservatorio Alfredo Casella e della sede del Teatro Stabile d'Abruzzo dell'Aquila.
A metà brano è presente uno spezzone scritto appositamente e cantato a tempo di rap da Jovanotti, Caparezza, Frankie hi-nrg mc, J-Ax, Marracash, Fabri Fibra e dai Sud Sound System (questi ultimi in dialetto salentino), che nomina i cittadini abruzzesi colpiti dal terremoto.
Mauro Pagani, ex componente della Premiata Forneria Marconi nonché autore originale della canzone, ne curò anche la produzione artistica insieme a Jovanotti e Giuliano Sangiorgi. Il produttore esecutivo fu invece Marco Sorrentino.
Grazie all'impegno degli artisti che parteciparono all'iniziativa, il brano venne registrato in un solo giorno, il 21 aprile 2009, data da cui deriva il titolo, nello studio "Officine Meccaniche" di Mauro Pagani, a Milano.
Sui momenti della registrazione corale in studio del brano venne realizzato un videoclip prodotto da Marco Salom per la Angelfilm, con la regia di Ambrogio Lo Giudice, la fotografia di Marco Bassano e il montaggio di Paolo Sbrango Marzoni.
Il singolo terminò la sua vita commerciale alla fine del mese di dicembre del 2009, con il ritiro dai negozi e l'interruzione della vendita digitale; rimane tuttora ascoltabile su YouTube.

## Successo commerciale e fondi raccolti
Ad un anno dalla registrazione, Domani 21/04.2009 raccolse 1.183.377,35 euro, depositati sul conto corrente nº 95882221 intestato al Ministero per i beni e le attività culturali. Le vendite del supporto CD ammontarono a 450.000 copie, mentre quelle in download digitale a 74.000. Si aggiunsero inoltre i diritti autoriali ed editioriali SIAE versati da Mauro Pagani, rispettivamente di 39.357,70 e 29.651,66 euro.
Domani 21/04.2009 debuttò alla prima posizione della classifica italiana, vendendo 357.000 copie in una sola settimana, uno dei debutti più alti nella storia della classifica FIMI. Il singolo mantenne la prima posizione per 12 settimane, diventando, con oltre 500.000 copie, il più venduto del 2009, certificato disco di diamante.

## Tracce
1. Domani 21/04.2009 – 6:13
2. Domani 21/04.2009 (Strumentale) – 6:14
3. Domani 21/04.2009 (Videoclip) – 6:57

## Formazione
- Afterhours
- Al Bano
- Alioscia (cantante dei Casino Royale)
- Antonella Ruggiero
- Antonello Venditti
- Baustelle
- Bluvertigo
- Caparezza
- Carmen Consoli
- Caterina Caselli
- Cesare Cremonini
- Claudio Baglioni
- Dolcenera
- Elio e le Storie Tese
- Elisa
- Enrico Ruggeri
- Eugenio Finardi
- Fabri Fibra
- Francesco Renga
- Franco Battiato
- Frankie hi-nrg mc
- Gianluca Grignani
- Gianna Nannini
- Gianni Maroccolo
- Gianni Morandi
- Giorgia
- Giuliano Palma
- Giusy Ferreri
- J-Ax
- Jovanotti
- Laura Pausini
- Ligabue
- Luca Carboni
- Malika Ayane
- Mango
- Mario Venuti
- Marracash
- Massimo Ranieri
- Mauro Pagani
- Max Pezzali
- Morgan
- Negramaro
- Negrita
- Nek
- Niccolò Agliardi
- Niccolò Fabi
- Pacifico
- Piero Pelù
- Roberto Vecchioni
- Ron
- Roy Paci
- Samuele Bersani
- Sud Sound System
- Tiziano Ferro
- Tricarico
- Zucchero Fornaciari

Altri musicisti
- Jovanotti – chitarra
- Riccardo Onori – chitarra
- Saturnino – basso
- Eros Cristiani – pianoforte, tastiera
- Vittorio Cosma – organo Hammond
- Joe Damiani – batteria, percussioni
- Mauro Pagani – violino
- Roy Paci – tromba
- Francesco Li Causi (Negrita) – basso
- Cesare Petricich (Negrita) – chitarra
- Emanuele Spedicato (Negramaro) – chitarra
- Andrea Mariano (Negramaro) – pianoforte, tastiera
- Danilo Tasco (Negramaro) – batteria, percussioni
- Cesareo (Elio e le Storie Tese) – chitarra
- Zucchero Fornaciari – chitarra

## Classifiche

### Classifiche di fine anno
| Classifica (2009) | Posizione |
| ----------------- | --------- |
| Italia            | 1         |